# Barbara Lehmann
Barbara Lehmann ist eine deutsche Journalistin, Romanautorin und Übersetzerin.

## Leben
Barbara Lehmann lebt als freie Autorin in Berlin. Sie schreibt Reportagen und Essays für die Wochenzeitung Die Zeit, die Neue Zürcher Zeitung sowie Features für Rundfunksender. Sie ist Teil des Übersetzerkollektivs »Hammer & Nagel« und 
übersetzt Theaterstücke und Prosa aus dem Russischen. An der Volksbühne Berlin arbeitete sie 2008 mit bei der Inszenierung des Romans Fuck Off, Amerika von Edward Limonow.
Als Reporterin reiste sie wiederholt nach Tschetschenien u. a. mit einem Grenzgänger-Stipendium der Robert-Bosch-Stiftung.

## Werke (Auswahl)
- Eine Liebe in Zeiten des Krieges. Roman. LangenMüller, München 2015
- Gespräch mit Peter Stein über seine russische Inszenierung der Orestie, in: Dagmar Hahn, Jochen Hahn: Die Orestie. Dokumentation der Inszenierung von Peter Stein in Moskau (1994). Alexander Verlag, Berlin 1994

Übersetzungen
- Vladimir Sorokin: Telluria. Roman. Kiepenheuer & Witsch, Köln 2015. Übersetzung B. L. und 7 weitere als „Kollektiv Hammer und Nagel“
- Alina Vituchnovskaja: Schwarze Ikone. Gedichte und Prosa. Aus dem Russischen ausgewählt, übertragen und mit einem Nachwort versehen von Barbara Lehmann und Aleksej Khairetdinov. DuMont, Köln 2002.
- Vladimir Sorokin: Dostojevskij Trip. Krautsuppe, tiefgefroren. Zwei Stücke. Verlag der Autoren, Frankfurt 2001
- Vladimir Sorokin: Pelmeni. Hochzeitsreise. Zwei Stücke. Verlag der Autoren, Frankfurt 1997
- Jelena Tschudinowa: Die Moschee Notre-Dame : Anno 2048 : Roman. Leipzig : Renovamen-Verlag, 2017